# Sasakia charonda
Sasakia charonda är en fjärilsart som beskrevs av William Chapman Hewitson 1862. Sasakia charonda ingår i släktet Sasakia och familjen praktfjärilar. Inga underarter finns listade i Catalogue of Life. S. charonda är Japans nationalfjäril.

## Bildgalleri

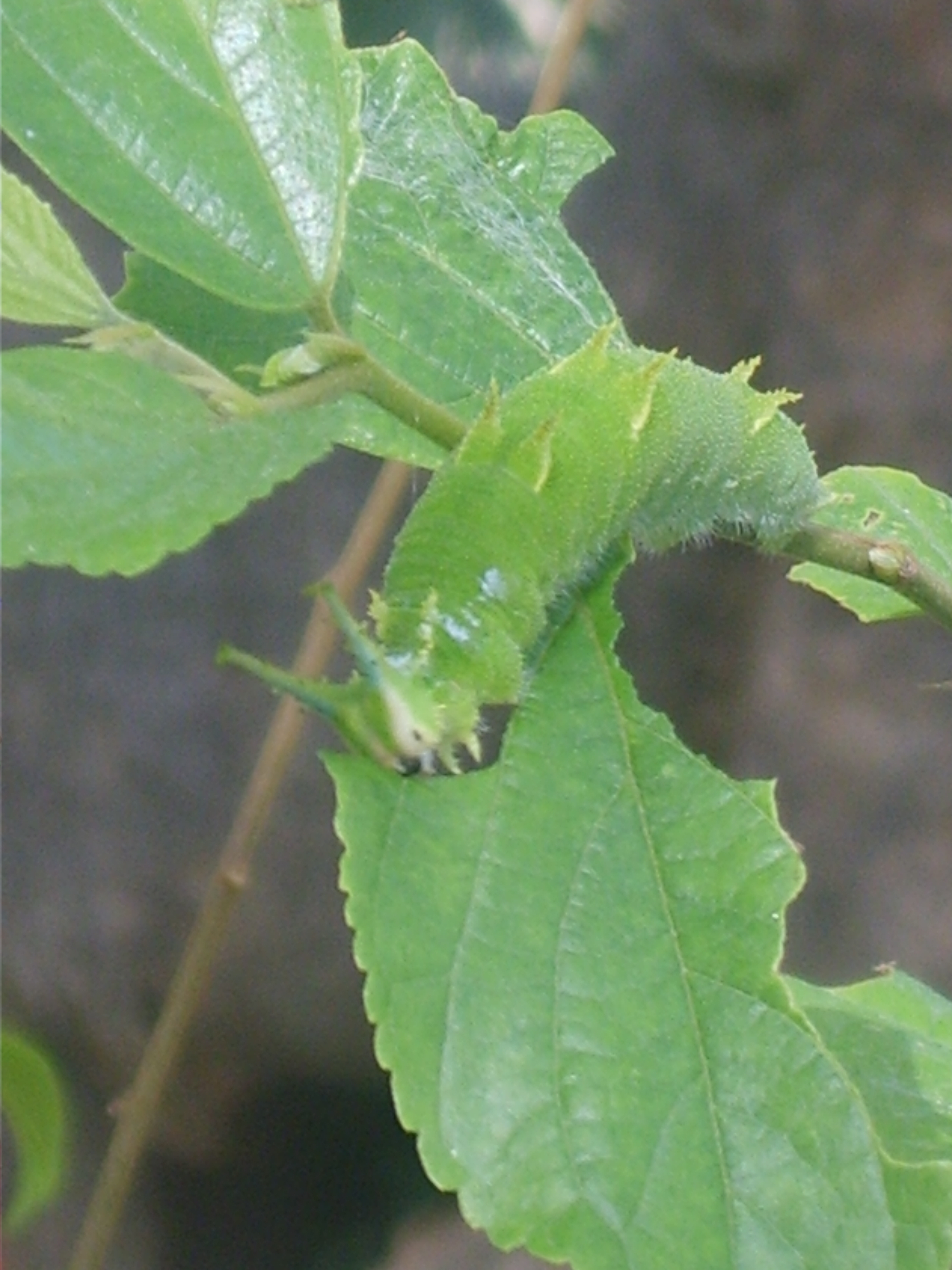
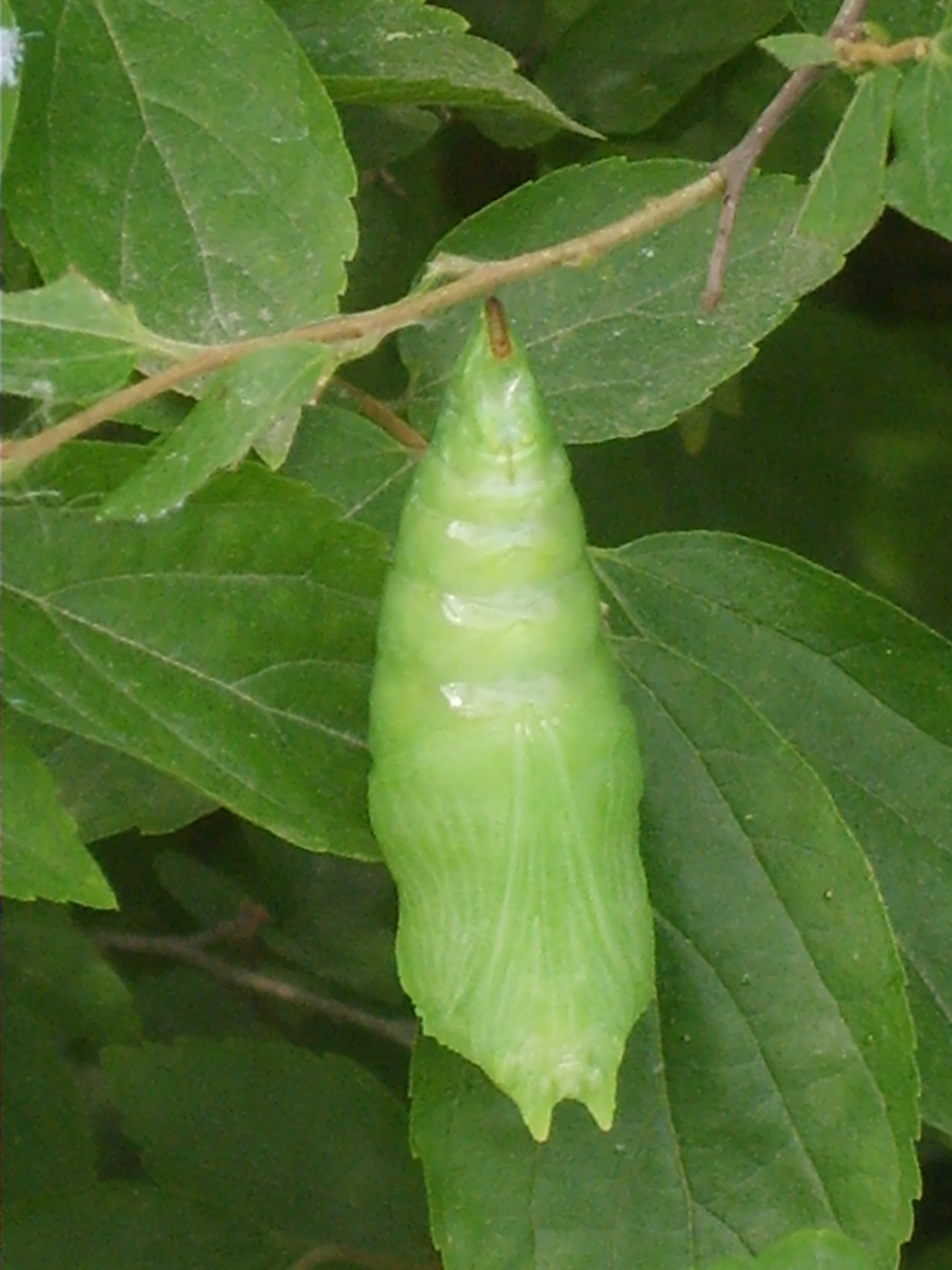
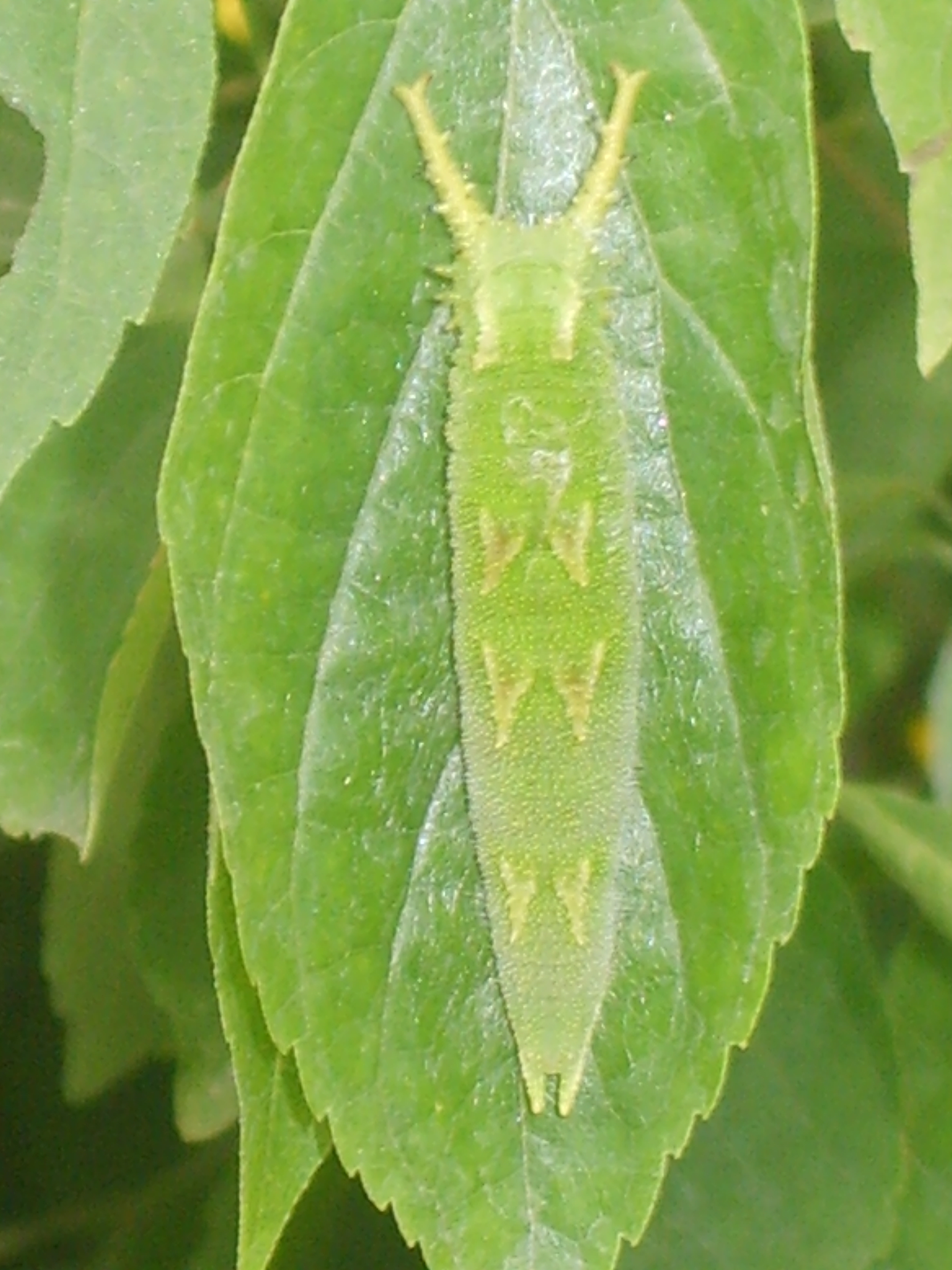
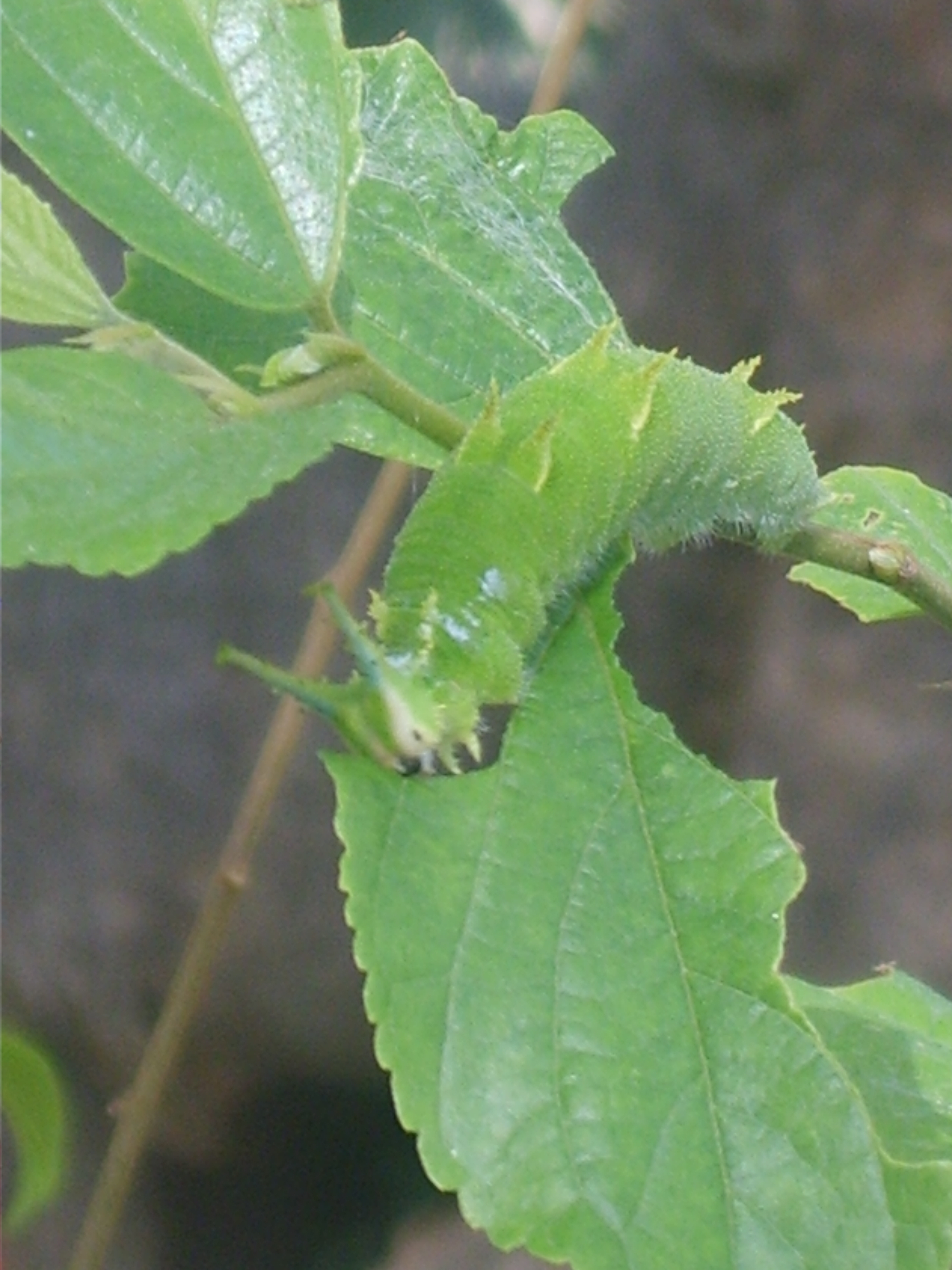
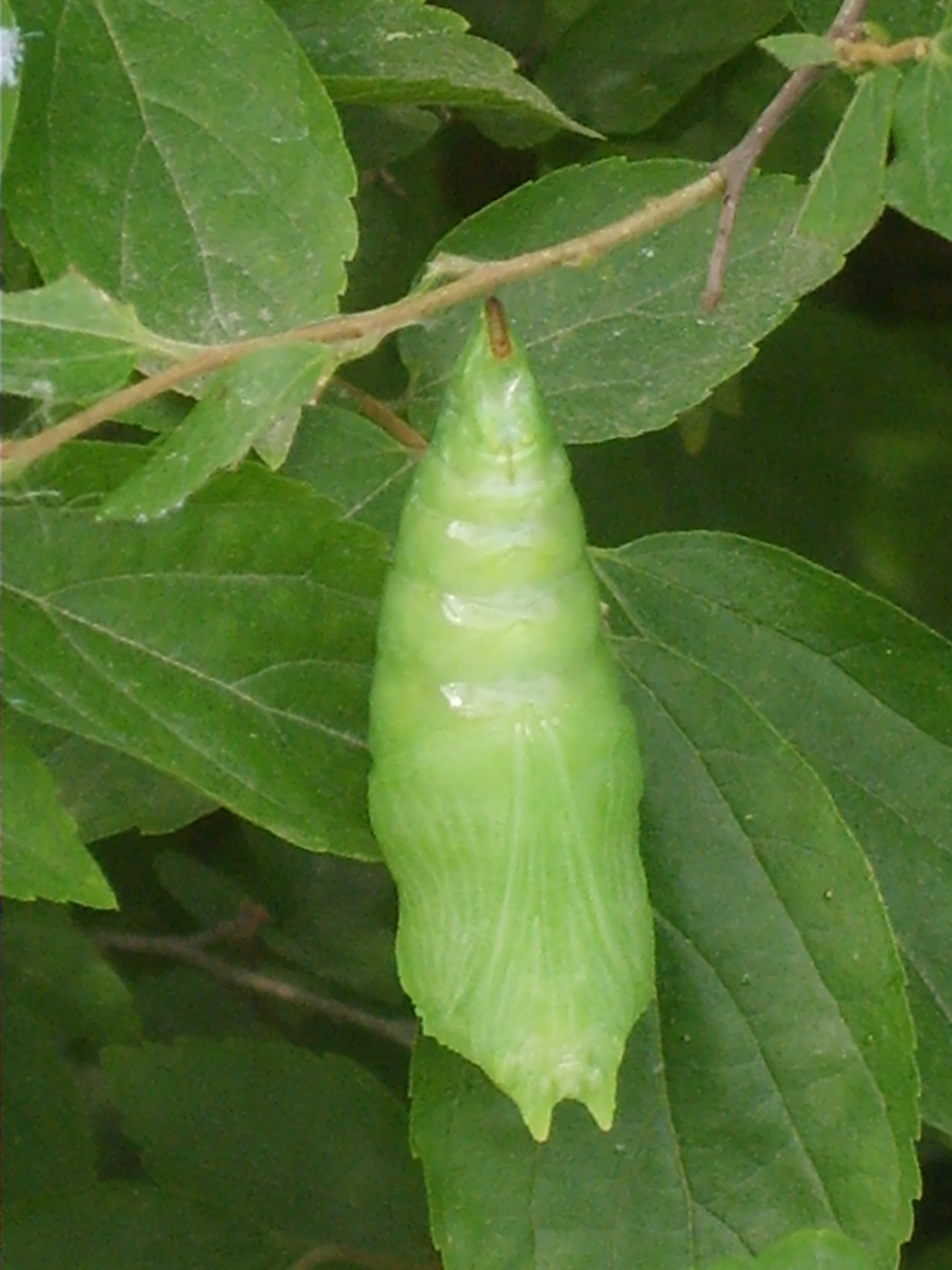
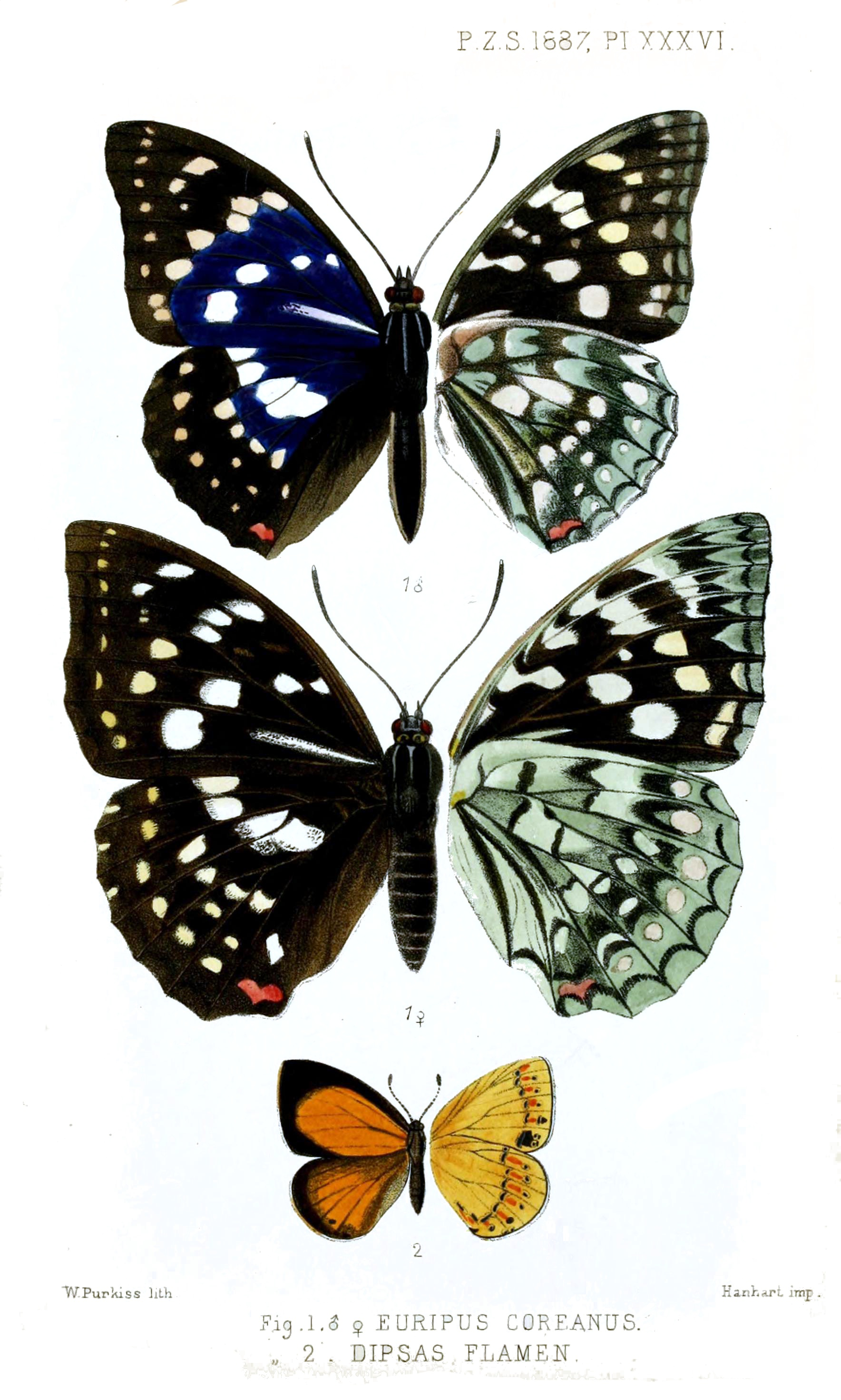